# パームングプーク発射所
パームングプーク発射所（Pameungpeuk）はインドネシアジャワ島西部に存在するロケット発射場。

## 概要
1965年、太陽極小期国際観測年（IQSY）のために日本のカッパロケットK-8Iがインドネシア国立航空宇宙研究所（LAPAN）に輸出された。10機がインドネシア国内へ持ち込まれ、そのうち3機が同年8月7日、11日、17日にここから打ち上げられた。残りの7機については打ち上げ記録が残っていない。
その後は1987年からRX-250-LPNの打上げが継続して行われ、2008年にはRX-320、2009年にはRX-420の打ち上げが行われている。